# Monsieur Max
Monsieur Max è un film per la televisione del 2007 diretto da Gabriel Aghion e basato sulla vita del pittore francese Max Jacob.